# Satmar

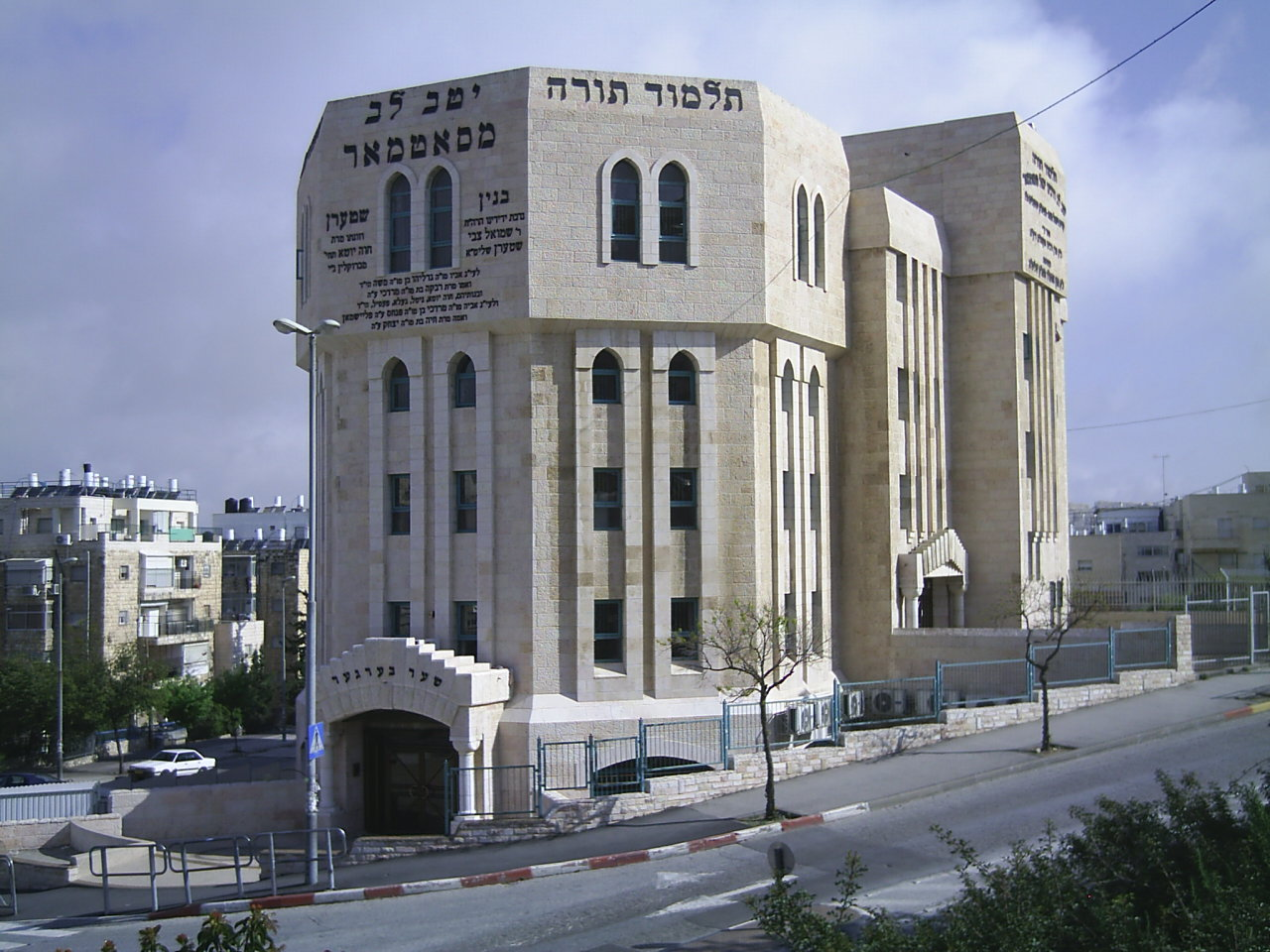
Escola Satmar em Jerusalém.

Satmar (iídiche: סאַטמאַר; hebraico: סאטמר; húngaro: Szatmár; romeno: Satmar) é um grupo hassídico originário da cidade de Szatmárnémeti, Hungria (hoje Satu Mare, Romênia), onde foi fundado em 1905 pelo Rabino Joel Teitelbaum. Após a Segunda Guerra Mundial, foi restabelecido em Nova York, tornando-se um dos maiores movimentos hassídicos do mundo. Após a morte do Rabi Joel, foi sucedido por seu sobrinho, Rabi Moshe Teitelbaum. Desde a morte deste último em 2006, a dinastia foi dividida entre seus dois filhos, Rabino Aaron Teitelbaum e Rabino Zalman Leib Teitelbaum.
Satmar é uma das maiores dinastias hassídicas do mundo: o número estimado de homens, mulheres e crianças filiados varia entre 65.000 e 75.000. É caracterizada por uma adesão religiosa extremamente rígida, rejeição completa da cultura moderna e feroz antissionismo. Satmar patrocina um sistema abrangente de educação e mídia em iídiche, e seus membros usam o iídiche como idioma principal. A seita também lidera o Congresso Rabínico Central.